# Arapey Grande
Arapey Grande je rijeka u Urugvaju. Izvire u gorskom lancu Cuchilla de Haedo na sjeverozapadu zemlje i 227 kilometara teče kroz departman Salto do ušća u rijeku Urugvaj. Jedna je od najduljih urugvajskih rijeka s površinom porječja od 11.410 četvornih kilometara.
Pripada slijevu Atlantskog oceana. Glavna i najdulja pritoka joj je rijeka Arapey Chico, duga 115 kilometara, koja čini graniicu između departmana Artigasa i Salta.
Ostali manji pritoci su Arroyo Sarandí del Arapey, Arroyo Cambara, Arroyo Mataojo Chico, Arroyo Mataojo Grande, Arroyo del Sauce i Arroyo Valentín Grande.